# Natação no Campeonato Mundial de Esportes Aquáticos de 2023 - 400 m livre masculino
A disputa na modalidade 400 metros livre masculino de Natação no Campeonato Mundial de Esportes Aquáticos de 2023 fora realizada nos dias 22 e 23 de Julho de 2023 na Marine Messe Fukuoka em Fukuoka, no Japão. Ao todo, 55 nadadores de 51 Comitês Olímpicos Nacionais participaram do evento.

## Formato da competição
A competição consiste em duas rodadas: eliminatórias e final. Os nadadores com os 8 melhores tempos nas eliminatórias avançam a final. Desempates (swim-offs) são utilizados conforme necessário para quebrar os empates de avanço a próxima rodada.

## Calendário
Todos os horários estão na Hora legal japonesa (UTC+9).
| Data                | Horário | Fase          |
| ------------------- | ------- | ------------- |
| 22 de julho de 2023 | 10:47   | Eliminatórias |
| 23 de julho de 2023 | 20:02   | Final         |

## Recordes
Antes desta competição, os recordes mundiais e do campeonato nesta prova eram os seguintes:
| Tipo                  | Atleta          | Tempo     | Local | Data                |
| --------------------- | --------------- | --------- | ----- | ------------------- |
|                       | Paul Biedermann | 3m 40s 07 | Roma  | 26 de julho de 2009 |
| Recorde do campeonato | Paul Biedermann | 3m 40s 07 | Roma  | 26 de julho de 2009 |

## Medalhistas
| Ouro                     | Prata                    | Bronze                   |
| Samuel Short · Austrália | Ahmed Hafnaoui · Tunísia | Lukas Märtens · Alemanha |

## Resultados

### Eliminatórias
As eliminatórias foram realizadas no dia 22 de julho com início às 10:47.
| Pos. | Bateria | Raia | Nadador               | CON                  | Tempo   | Notas            |
| ---- | ------- | ---- | --------------------- | -------------------- | ------- | ---------------- |
| 1    | 6       | 4    | Samuel Short          | Austrália            | 3:42.44 | Q                |
| 2    | 6       | 3    | Felix Auböck          | Áustria              | 3:44.14 | Q                |
| 3    | 5       | 5    | Guilherme Costa       | Brasil               | 3:44.17 | Q                |
| 4    | 5       | 7    | Ahmed Hafnaoui        | Tunísia              | 3:44.34 | Q                |
| 5    | 5       | 4    | Lukas Märtens         | Alemanha             | 3:44.42 | Q                |
| 6    | 6       | 2    | Kim Woo-min           | Coreia do Sul        | 3:44.52 | Q                |
| 7    | 6       | 5    | Elijah Winnington     | Austrália            | 3:44.63 | Q                |
| 8    | 5       | 3    | Antonio Djakovic      | Suíça                | 3:45.43 | Q                |
| 9    | 5       | 2    | Kieran Smith          | Estados Unidos       | 3:45.77 |                  |
| 10   | 6       | 0    | Kristóf Rasovszky     | Hungria              | 3:46.56 |                  |
| 11   | 5       | 0    | Alfonso Mestre        | Venezuela            | 3:46.61 |                  |
| 12   | 6       | 6    | Marco De Tullio       | Itália               | 3:47.23 |                  |
| 13   | 5       | 1    | Lucas Henveaux        | Bélgica              | 3:47.88 |                  |
| 14   | 6       | 1    | Matteo Ciampi         | Itália               | 3:48.12 |                  |
| 15   | 5       | 8    | Marwan Elkamash       | Egito                | 3:48.31 |                  |
| 16   | 4       | 7    | Kregor Zirk           | Estónia              | 3:48.43 |                  |
| 17   | 6       | 7    | David Johnston        | Estados Unidos       | 3:48.68 |                  |
| 18   | 4       | 5    | Bar Soloveychik       | Israel               | 3:49.21 |                  |
| 19   | 4       | 2    | Dimitrios Markos      | Grécia               | 3:49.41 |                  |
| 20   | 4       | 1    | Carlos Quijada        | Espanha              | 3:49.60 |                  |
| 21   | 4       | 6    | Krzysztof Chmielewski | Polónia              | 3:49.60 |                  |
| 22   | 5       | 6    | Oliver Klemet         | Alemanha             | 3:49.79 |                  |
| 23   | 4       | 8    | Eric Brown            | Canadá               | 3:50.68 |                  |
| 24   | 4       | 3    | Khiew Hoe Yean        | Malásia              | 3:50.78 |                  |
| 25   | 6       | 8    | Logan Fontaine        | França               | 3:51.56 |                  |
| 26   | 4       | 4    | Luke Turley           | Reino Unido          | 3:51.95 |                  |
| 27   | 4       | 0    | Jovan Lekić           | Bósnia e Herzegovina | 3:53.17 |                  |
| 28   | 3       | 6    | Joaquín Vargas        | Peru                 | 3:53.54 |                  |
| 29   | 3       | 2    | Eduardo Cisternas     | Chile                | 3:53.80 |                  |
| 30   | 3       | 5    | Velimir Stjepanović   | Sérvia               | 3:54.25 |                  |
| 31   | 4       | 9    | Glen Lim Jun Wei      | Singapura            | 3:54.42 |                  |
| 32   | 6       | 9    | Zac Reid              | Nova Zelândia        | 3:55.55 |                  |
| 33   | 5       | 9    | Zhang Ziyang          | China                | 3:55.76 |                  |
| 34   | 3       | 1    | Tonnam Kanteemool     | Tailândia            | 3:56.69 |                  |
| 35   | 3       | 3    | Kushagra Rawat        | Índia                | 3:59.03 |                  |
| 36   | 3       | 4    | Đỗ Ngọc Vĩnh          | Vietname             | 4:02.05 |                  |
| 37   | 3       | 7    | Pavel Alovatki        | Moldávia             | 4:02.43 |                  |
| 38   | 3       | 0    | Loris Bianchi         | San Marino           | 4:03.88 |                  |
| 39   | 2       | 3    | Sauod Al-Shamroukh    | Kuwait               | 4:04.95 |                  |
| 40   | 2       | 8    | Gerald Hernández      | Nicarágua            | 4:05.13 | Recorde nacional |
| 41   | 2       | 4    | Alberto Vega          | Costa Rica           | 4:05.18 |                  |
| 42   | 1       | 6    | Raekwon Noel          | Guiana               | 4:05.70 |                  |
| 43   | 2       | 5    | Théo Druenne          | Mónaco               | 4:06.58 | Recorde nacional |
| 44   | 1       | 4    | Mal Gashi             | Kosovo               | 4:07.65 |                  |
| 45   | 2       | 6    | Nikola Gjuretanovikj  | Macedônia do Norte   | 4:07.87 |                  |
| 46   | 2       | 0    | Nasir Yahya Hussain   | Nepal                | 4:08.23 | Recorde nacional |
| 47   | 2       | 7    | Líggjas Joensen       | Ilhas Feroé          | 4:09.17 |                  |
| 48   | 2       | 9    | Timothy Leberl        | Ilhas Maurícias      | 4:09.47 |                  |
| 49   | 2       | 1    | Mauricio Arias        | República Dominicana | 4:11.15 |                  |
| 50   | 1       | 5    | Muhammad Siddiqui     | Paquistão            | 4:12.29 | Recorde nacional |
| 51   | 2       | 2    | José Campo            | El Salvador          | 4:15.97 |                  |
| 52   | 3       | 9    | Dylan Cachia          | Malta                | 4:16.27 |                  |
| 53   | 1       | 2    | Ali Al-Awi            | Bahrein              | 4:17.02 | Recorde nacional |
| 54   | 1       | 3    | Mohammed Al-Zaki      | Arábia Saudita       | 4:20.48 |                  |
| 55   | 3       | 8    | Mark Ducaj            | Albânia              | 4:20.88 |                  |

### Final
A final será realizada no dia 23 de julho às 20:02.
| Pos.              | Raia | Nadador           | CON           | Tempo   | Notas            |
| ----------------- | ---- | ----------------- | ------------- | ------- | ---------------- |
| Medalha de ouro   | 4    | Samuel Short      | Austrália     | 3:40.68 |                  |
| Medalha de prata  | 6    | Ahmed Hafnaoui    | Tunísia       | 3:40.70 | Recorde africano |
| Medalha de bronze | 2    | Lukas Märtens     | Alemanha      | 3:42.20 |                  |
|                   | 3    | Guilherme Costa   | Brasil        | 3:43.58 |                  |
|                   | 7    | Kim Woo-min       | Coreia do Sul | 3:43.92 |                  |
|                   | 8    | Antonio Djakovic  | Suíça         | 3:44.22 |                  |
|                   | 1    | Elijah Winnington | Austrália     | 3:44.26 |                  |
|                   | 5    | Felix Auböck      | Áustria       | 3:44.33 |                  |

Legenda
| Recorde mundial       | Recorde mundial (World record)               |                       | Recorde africano                      | Recorde africano (African) |                                           | Q | Classificado por posição (Qualified) |
| Recorde do campeonato | Recorde do campeonato (Championship record)  | Recorde da América    | Recorde da América (Americas)         | q                          | Classificado por melhor tempo (Qualified) |   |                                      |
| Melhor marca do ano   | Melhor marca do ano (World leading)          | Recorde asiático      | Recorde asiático (Asian)              | DNS                        | Não largou (Did not start)                |   |                                      |
| Recorde nacional      | Recorde nacional (National record)           | Recorde europeu       | Recorde europeu (European)            | DNF                        | Não terminou (Did not finish)             |   |                                      |
| Recorde pessoal       | Recorde pessoal do atleta (Personal best)    | Recorde da Oceania    | Recorde da Oceania (Oceania)          | DSQ / DQ                   | Desclassificado (Disqualified)            |   |                                      |
| Recorde da temporada  | Recorde da temporada do atleta (Season best) | Recorde sul-americano | Recorde sul-americano (South America) | NM                         | Sem marca (No mark)                       |   |                                      |